# Мирошниченко, Евгения Семёновна
Евге́ния Семёновна Мирошниче́нко (укр. Євгенія Семенівна Мірошниченко; 12 июня 1931, с. Пе́рвое Сове́тское, Харьковская область, Украинская ССР, СССР  — 27 апреля 2009, Киев) — советская и украинская оперная певица (колоратурное сопрано), педагог. Народная артистка СССР (1965). Герой Украины (2006). Лауреат Государственной премии Украинской ССР им. Т. Г. Шевченко (1972) и Государственной премии СССР (1981).

## Биография
Евгения Мирошниченко родилась 12 июня 1931 года в селе Первом Советском Чугуевского района Харьковской области Украинской ССР Союза ССР.
В ноябре 1943 года, после освобождения Харькова, среди детей погибших отцов поступила в Харьковское специализированное женское ремесленное училище № 5 по специальности слесарь-сборщик радиоаппаратуры. Вскоре уже пела в ансамбле «Трудовые резервы», представлявшем Украину на смотре художественной самодеятельности в Москве. Тогда же стала выступать на концертах в Киеве, Москве, в Большом театре и Кремле перед членами правительства.
В 1957 году окончила Киевскую консерваторию (ныне Национальная музыкальная академия Украины имени П. И. Чайковского) у М. Э. Донец-Тессейр. Во время учёбы продолжала выступать в киевском ансамбле «Трудовые резервы».
С 1957 года — солистка Киевского театра оперы и балета им. Т. Шевченко, где работала до 1994 года.
В 1961 году стажировалась в Италии, в театре «Ла Скала» (Милан) у известной певицы и педагога Эльвиры де Идальго.
Выступала и как концертная певица — в репертуаре арии из опер, романсы и песни русских и украинских композиторов.
Гастролировала по городам СССР и за рубежом: Болгария, Польша, Румыния, Югославия, Канада, США, Франция, Япония, Китай и др.
Записывалась на радио, грампластинки.
Обладала лёгким и подвижным голосом, который свободно достигал высоких нот в верхнем регистре, исполнение отличалось вокальным мастерством, темпераментом и живостью.
С 1980 года преподавала в Киевской консерватории (с 1990 — профессор).
С 1996 года — член президиума Комитета по Государственным премиям Украины им. Т. Шевченко. Член попечительского совета Украинского фонда культуры.
В 2002 году основала Международный благотворительный фонд своего имени.
Последние пять лет жизни посвятила созданию в Киеве Театра Малой оперы.
Евгения Мирошниченко умерла в Киеве 27 апреля 2009 года. Похоронена на Байковом кладбище.

### Семья
- Отец — Семён Алексеевич (1899—1943).
- Мать — Сусанна Григорьевна (1903—2001).
- Первый муж — Евгений Графов, военный.
- Второй муж — Григорий Школьный, врач.
- Дети — сыновья Игорь Григорьевич (род. 1962) и Олег Григорьевич (род. 1964).
- Внуки — Евгения Игоревна Школьная (род. 1985), Антон Олегович Мирошниченко (род. 1986), Вячеслав Игоревич Школьный (род. 1987).
- Третий муж — Владимир Бегма, режиссёр[6].

## Звания и награды
- Лауреат VI Всемирного фестиваля молодёжи и студентов в Москве (1957)
- Лауреат 2-й премии Международного конкурса вокалистов в Тулузе (Франция) (1958)
- Герой Украины (с вручением ордена Державы, 2006[4][7] — за выдающиеся личные заслуги перед Украинским государством в развитии музыкальной культуры, поднятие престижа отечественного оперного искусства в мире, многолетнюю самоотверженную творческую и педагогическую деятельность[8].
- Заслуженная артистка Украинской ССР
- Народная артистка Украинской ССР (1960)[9].
- Народная артистка СССР (1965)
- Государственная премия СССР (1981) — за исполнение партий Лючии и Йолан в оперных спектаклях «Лючия и Ламмермур» Г. Доницетти и «Милана» Г. И. Майбороды, а также концертные программы последних лет
- Государственная премия Украинской ССР им. Т. Шевченко (1972) — за исполнительскую деятельность 1970—1971 годов
- Почётный знак отличия Президента Украины (1996)[10]
- Орден князя Ярослава Мудрого V степени (Украина, 2001)[11].
- Орден Ленина (1967)
- Орден Октябрьской Революции (1976)
- Орден Дружбы народов (1981)
- Орден «Знак Почёта»
- Медаль «В память 1500-летия Киева»
- Орден «За развитие Украины»
- Серебряный орден «Слава на верность Отчизне» III степени (Международный академический рейтинг популярности и качества товаров и услуг «Золотая фортуна»)[12]
- Орден «За достижение в культуре»
- Орден Святого Станислава ІІІ степени с вручением Командорского Креста (Украинская Ассоциация Кавалеров Ордена Святого Станислава, 2001)[13]
- Почётный титул «Звезда украинского искусства»[14]
- Почётный гражданин Харькова (2001)[15]
- Почётный гражданин Киева.

## Оперные партии
- «Золотой петушок» Н. А. Римского-Корсакова — Шемаханская царица
- «Царская невеста» Н. А. Римского-Корсакова — Марфа
- «Манон» Ж. Массне — Манон
- «Травиата» Дж. Верди — Виолета
- «Риголетто» Дж. Верди — Джильда
- «Богема» Дж. Пуччини — Мюзетта
- «Милана» Г. И. Майбороды — Йолан
- «Севильский цирюльник» Дж. Россини — Розина
- «Энеида» Н. В. Лысенко — Венера
- «Первая весна» Г. Л. Жуковского — Стася
- «Лючия ди Ламмермур» Г. Доницетти — Лючия
- «Волшебная флейта» В. А. Моцарта — Царица ночи
- «Нежность» В. С. Губаренко — Она
- «Лакме» Л. Делиба — Лакме
- «Фра Дьяволо» Д. Обера — Церлина

## Фильмография
- 1955 — Счастливая юность — певица в эпизоде (камео)
- 1961 — Украинская рапсодия (музыкальный фильм) — вокал
- 1967 — Театр и поклонники (музыкальный фильм) — эпизод
- 1980 — Лючия ди Ламмермур (фильм-опера) — Лючия
- 1990 — Монологи о Юрии Гуляеве (документальный) — участие в фильме

## Муслим Магомаево Евгении Мирошниченко
Больше никогда и нигде я не слышал, чтобы так пели алябьевского «Соловья». Да и колоратуры такой не слышал. Уникальная певица!..

## Память
- Отмечалась годовщина смерти певицы[17].
- В честь певицы названа улица в Шевченковском районе Киева.
- В память о Е. Мирошниченко установлена мемориальная доска в Киевской консерватории[18].
- Установлена мемориальная доска также на доме, в котором проживала певица (Киев, ул. Терещенковская, 5)[19].